# Carrapateira
Carrapateira är en kommun i Brasilien.   Den ligger i delstaten Paraíba, i den östra delen av landet, 1 400 km nordost om huvudstaden Brasília. Antalet invånare är 2 378. Arean är 73 kvadratkilometer.
Terrängen i Carrapateira är kuperad åt nordost, men åt sydväst är den platt.
Omgivningarna runt Carrapateira är huvudsakligen savann. Runt Carrapateira är det glesbefolkat, med 13 invånare per kvadratkilometer.